# Jean Henri Guy Nicolas de Frégeville, marquis de Grandval
Pour les articles homonymes, voir Grandval et Frégeville.
Jean Henri Guy Nicolas de Frégeville, marquis de Grandval, est un officier général et législateur français, né le 14 décembre 1748 à Réalmont, Tarn, et décédé le 22 octobre 1805 au château de Grandval situé sur la commune de Bézacoul, aujourd'hui Teillet, dans le Tarn.

## États de service
Henri de Frégeville naquit à Réalmont le 14 décembre 1748 de Jean de Frégeville, seigneur de Grandval, capitaine de cavalerie, et d'Élisabeth de Thomas de la Barthe (1725-1750). Chef d'escadron au régiment de Condé dragons, il acclame la Révolution, étant comme son demi-frère Charles, favorable aux idées nouvelles. Dumouriez lui confie en 1792 le commandement de ses troupes légères et il est promu général de brigade le 8 mars 1793 puis le 15 mai suivant général de division. Il sert avec distinction l'armée des Pyrénées-Orientales, puis  celle de la Vendée en 1795.
Le 24 vendémiaire an IV, il est élu (111 voix sur 224 votants) député du Tarn au conseil des Cinq-Cents dont il devient secrétaire en l'an V ; il contribue au succès du coup d'État du 18 brumaire de Bonaparte et reprend après la fin de la législature, du service dans l'armée, chargé de plusieurs commandements importants mais pour très peu de temps.
Le général Henri de Frégeville meurt au château de Grandval en 1805, regretté par ses frères d'armes et par toutes les personnes qui avaient eu des contacts avec lui.

## Sources
- « Jean Henri Guy Nicolas de Frégeville, marquis de Grandval », dans Adolphe Robert et Gaston Cougny, Dictionnaire des parlementaires français, Edgar Bourloton, 1889-1891 [détail de l’édition]
- (en) « Generals Who Served in the French Army during the Period 1789 - 1814: Eberle to Exelmans »
- Thierry Pouliquen, « Les généraux français et étrangers ayant servis [sic] dans la Grande Armée » (consulté le 5 décembre 2013)